# إيف روشي (شركة)
إيف روشي (بالإنجليزية: Yves Rocher) هي شركة فرنسية للعناية بالبشرة ومستحضرات التجميل والعطور، تأسست عام 1965 من قبل رجل الأعمال الفرنسي إيف روشي في لا جاسيلي. تتفرع الشركة مع أكثر من 3000 متجر، نصفهم تقريبًا مرخص لهم، في 88 دولة مختلفة في خمس قارات ويعمل بها 13500 موظف. يقع المقر الرئيسي للشركة في رين، بروتاني، فرنسا.